# Doumé (miasto)
Doumé – miasto i gmina w Kamerunie w Regionie Wschodnim, departamencie Haut-Nyong. Liczy około 5,8 tys. mieszkańców.